# Europees kampioenschap bandstoten 1954-1955
Het Europees kampioenschap in de biljartdiscipline bandstoten in het seizoen 1954-1955 werd gespeeld van 13 t/m 16 januari 1955 in Idar-Oberstein. August Tiedtke behaalde de titel. 

## Toernooi-format
Partijlengte 150 caramboles. Halve competitie.

## Eindstand
| EK Bandstoten 1954-1955 – Eindstand | EK Bandstoten 1954-1955 – Eindstand | EK Bandstoten 1954-1955 – Eindstand | EK Bandstoten 1954-1955 – Eindstand | EK Bandstoten 1954-1955 – Eindstand | EK Bandstoten 1954-1955 – Eindstand | EK Bandstoten 1954-1955 – Eindstand | EK Bandstoten 1954-1955 – Eindstand | EK Bandstoten 1954-1955 – Eindstand |
| RANG                                | SPELER                              | GESP                                | PP                                  | CAR                                 | BRT                                 | MOY                                 | PMOY                                | HS                                  |
| ----------------------------------- | ----------------------------------- | ----------------------------------- | ----------------------------------- | ----------------------------------- | ----------------------------------- | ----------------------------------- | ----------------------------------- | ----------------------------------- |
|                                     | August Tiedtke                      | 7                                   | 10                                  |                                     |                                     | 4,42                                | 6,81                                | 53                                  |
|                                     | Cees van Oosterhout                 | 7                                   | 10                                  |                                     |                                     | 3,74                                | 4,41                                | 44                                  |
|                                     | Walter Lütgehetmann                 | 7                                   | 8                                   |                                     |                                     | 4,53                                | 6,00                                | 35                                  |
| 4                                   | Laurent Boulanger                   | 7                                   | 8                                   |                                     |                                     | 3,59                                | 5,00                                | 30                                  |
| 5                                   | Emile Wafflard                      | 7                                   | 8                                   |                                     |                                     | 3,42                                | 4,54                                | 39                                  |
| 6                                   | Johann Scherz                       | 7                                   | 6                                   |                                     |                                     | 3,26                                | 4,54                                | 31                                  |
| 7                                   | Alfredo Alhinho                     | 7                                   | 4                                   |                                     |                                     | 3,11                                | 4,16                                | 24                                  |
| 8                                   | Louis Chassereau                    | 7                                   | 2                                   |                                     |                                     | 2,77                                | 3,26                                | 24                                  |
| Totaal                              | Totaal                              | Totaal                              | Totaal                              | -                                   | -                                   | 3,56                                | 6,81                                | 53                                  |
|                                     |                                     |                                     |                                     |                                     |                                     |                                     |                                     |                                     |

## Beslissingswedstrijd
| Beslissingswedstrijd | Beslissingswedstrijd | Beslissingswedstrijd | Beslissingswedstrijd | Beslissingswedstrijd | Beslissingswedstrijd | Beslissingswedstrijd | Beslissingswedstrijd | Beslissingswedstrijd | Beslissingswedstrijd | Beslissingswedstrijd |
| SPELER               | PP                   | CAR                  | MOY                  | HS                   | BRT                  | HS                   | MOY                  | CAR                  | PP                   | SPELER               |
| -------------------- | -------------------- | -------------------- | -------------------- | -------------------- | -------------------- | -------------------- | -------------------- | -------------------- | -------------------- | -------------------- |
| August Tiedtke       | 2                    | 150                  | 3,65                 | 21                   | 41                   | 13                   | 2,24                 | 92                   | 0                    | Cees van Oosterhout  |
|                      |                      |                      |                      |                      |                      |                      |                      |                      |                      |                      |

| Eindstand na beslissingswedstrijd       | Eindstand na beslissingswedstrijd       | Eindstand na beslissingswedstrijd       | Eindstand na beslissingswedstrijd | Eindstand na beslissingswedstrijd | Eindstand na beslissingswedstrijd | Eindstand na beslissingswedstrijd | Eindstand na beslissingswedstrijd |
| RANG                                    | SPELER                                  | PP                                      | CAR                               | BRT                               | MOY                               | PMOY                              | HS                                |
| --------------------------------------- | --------------------------------------- | --------------------------------------- | --------------------------------- | --------------------------------- | --------------------------------- | --------------------------------- | --------------------------------- |
|                                         | August Tiedtke                          | 12                                      |                                   |                                   | 4,30                              | 6,81                              | 53                                |
|                                         | Cees van Oosterhout                     | 10                                      |                                   |                                   | 3,54                              | 4,41                              | 44                                |
| Totaal (inclusief beslissingswedstrijd) | Totaal (inclusief beslissingswedstrijd) | Totaal (inclusief beslissingswedstrijd) | -                                 | -                                 | 3,54                              | 6,81                              | 53                                |
|                                         |                                         |                                         |                                   |                                   |                                   |                                   |                                   |

Algiers 1949-1950 ·
Barcelona 1950-1951 ·
Madrid 1951-1952 ·
Valencia 1952-1953 ·
Saarbrücken 1953-1954 ·
Idar-Oberstein 1954-1955 ·
Lissabon 1955-1956 ·
Groningen 1956-1957 ·
Leuven 1957-1958 ·
Oberhausen 1958-1959 ·
Terrassa 1959-1960 ·
Lissabon 1962-1963 ·
Den Helder 1963-1964 ·
Montecatini Terme 1964-1965 ·
Krefeld 1965-1966 ·
Deurne 1966-1967 ·
Alghero 1968-1969 ·
Apeldoorn 1969-1970 ·
Eupen 1970-1971 ·
Mol 1971-1972 ·
Wenen 1972-1973 ·
Zandvoort 1973-1974 ·
Granada 1974-1975 ·
Moyeuvre-Grande 1975-1976 ·
Bottrop 1976-1977 ·
Zelzate 1977-1978 ·
Emmeloord 1978-1979 ·
Wedel 1979-1980 ·
Hechtel 1980-1981 ·
Emmeloord 1981-1982 ·
Madrid 1982-1983 ·
Franeker 1983-1984 ·
Épinal 1984-1985 ·
Dülmen 1985-1986 ·
Mondorf-les-Bains 1986-1987 ·
Groningen 1987-1988 ·
Bottrop 1989-1990 ·
Mondorf-les-Bains 1990-1991 ·
Grubbenvorst 1991-1992 ·
Wijchen 1992-1993 ·
Wijchen 1993-1994 ·
Wijchen 1994-1995 ·
Wijchen 1995-1996 ·
Wijchen 1996-1997 ·
Wijchen 1997-1998 ·
Wijchen 1998-1999 ·
Hooglede 1999-2000 ·
Duisburg 2000-2001 ·
Wijchen 2001-2002 ·
Amsterdam 2002-2003 ·
Cervera 2003-2004 ·
Hasselt 2004-2005 ·
Kortrijk 2005-2006 ·
Cervera 2006-2007 ·
Carvin 2007-2008 ·
Wijchen 2008-2009 ·
Llinars del Vallès 2009-2010 ·
Haarlo 2010-2011 ·
Cervera 2011-2012 ·
Brandenburg a/d H. 2012-2013 ·
Brandenburg a/d H. 2014-2015 ·
Brandenburg a/d H. 2016-2017 ·
Brandenburg a/d H. 2018-2019 ·
Paiporta 2020-2021